# Satomi Išihara
Kuniko Išigami (japonsky 石神 国子, Išigami Kuniko, * 24. prosince 1986 Tokio), lépe známá pod uměleckým pseudonymem Satomi Išihara (japonsky 石原 さとみ, Išihara Satomi) je japonská herečka.

## Životopis
Narodila se 24. prosince 1984 v Tokiu. Má krevní skupinu A a je vysoká 157 cm.
Satomi začala svou hereckou kariéru v roce 2003, když jí bylo 17 let, když se objevila v televizním seriálu Kimi wa petto. Poté se objevila v dalších seriálech i filmech, které jí přinesly několik ocenění jako Nejlepší herečka na 27. cenách japonské akademie a 46. Blue Ribbon Awards za film Wataši no guranpa (2003). Proslavila ji role v japonském televizním seriálu Šicuren Chocolatier (2014), ve kterém ztvárnila Saeko Takahaši. V roce 2020 byla jmenována jednou z ambasadorů štafety s pochodní na Olympijských hrách v Tokiu.

### Osobní život
V říjnu 2020 oznámila svůj sňatek. V lednu 2022 její agentura sdělila, že na jaře očekává potomka.